# شاهد (اسم)
شاهد هو اسم علم مذكر من أصل عربي، ومعناه هو الناظر، من يؤدي الشهادة العالم الذي يوضح الأمور، حاضر المجلس المطلع المخبر النجم، مؤنثه شاهدة.

## وصلات خارجية
- موسوعة السلطان قابوس لأسماء العرب نسخة محفوظة 5 أبريل 2019 على موقع واي باك مشين.